# Бутырская Застава
Буты́рская Заста́ва — бывшая площадь в сегодняшнем Тверском районе Центрального административного округа города Москвы. Располагалась между Бутырским и Сущёвским Валами, часть бывшего Камер-Коллежского вала. Впоследствии включена в площадь Савёловского Вокзала.

## История
На месте современной площади до середины XIX века располагалась одноимённая застава Камер-Коллежского вала. Вал служил фактической или полицейской границей Москвы, и на заставах проводилась проверка ввозимых в город грузов. Бутырская застава, получившая наименование от Бутырской солдатской слободы, была сравнительно тихой и спокойной: она располагалась в пустынном месте с плохими дорогами, путники обходили её стороной и въезжали в город по Серпуховскому тракту или через Рогожскую заставу. Вокруг заставы располагались сады и огороды, доходившие до Марьиной рощи и Петровского парка, непосредственно возле заставы располагались кордегардия и острог, на месте которого был впоследствии возведён губернский тюремный замок. На некотором отдалении в слободе проживали цеховые и московские мещане, работали овощные лавочки, трактир и кабак. В 1852 году застава утратила свою функцию, но сохранилась в названии образованной на её месте площади.
Бутырская застава дала имя открытому в 1902 году Бутырскому вокзалу, спустя 10 лет переименованному в «Савёловский». Впоследствии площадь Савёловского Вокзала фактически поглотила Бутырскую заставу. Открытие вокзала способствовало развитию района: земля быстро выросла в цене и была застроена новыми домами, и вскоре вошла в состав Москвы. В 1909 через площадь был перекинут железобетонный отделанный гранитом виадук по проекту Ивана Струкова, также унаследовавший название от площади. В 1960-х годах он был демонтирован при строительстве на площади самой крупной в Москве 3-ярусной Савёловской эстакады.

### Трамвай
В 1886 году Бельгийское общество конно-железных дорог провело к Бутырской заставе две линии конно-железной городской дороги: одну из центра Москвы, другую — от заставы по Бутырской улице через поля к Петровской сельскохозяйственной академии. Эксплуатация конки оказалась невыгодной: в конце рабочего дня лошадей и вагоны приходилось отправлять в Андреевское депо на Долгоруковоской улице, 21 (в 8 километрах от маршрута), в дождливые дни лошади застревали среди полей в грязи, вагоны были неотапливаемыми и некомфортными в непогоду. Администрация академии настояла на замене конки трамваем. В ноябре 1891 года на маршрут был выведен первый паровой трамвай, а по ходу его маршрута были выстроены деревянные остановки для пассажиров. Одним из кондукторов на «паровичке», как прозвали его горожане, работал Константин Паустовский, разжалованный из вагоновожатых после аварии в центре Москвы. В марте 1899 года Бельгийское общество открыло трамвайную ветку от Бутырской заставы до Петровского парка — первую в Москве электрическую трамвайную линию. Торжественное открытие прошло возле депо на Нижней Масловке, 15 в присутствии градоначальника и священнослужителей, которые освятили служебные постройки, вагоны и благословили благое дело. После успешного испытания линию продлили до Страстной площади. Маршрут протяжённостью 5 вёрст от Страстного монастыря на Долгоруковской до Петровского парка Бутырская застава делила на 2 тарифные зоны, проезд в каждой из которых стоил 5 копеек. В 1922 году последний в Москве паровой трамвай торжественно проводили в последний путь по маршруту от Петровской академии до Бутырской заставы — его конечной остановки.

### Метрополитен
В рамках строительства Третьего пересадочного контура Московского метрополитена под площадью запланировано строительство станции глубокого заложения «Нижняя Масловка», пересадочной с существующей станцией «Савёловская» Серпуховско-Тимирязевской линии. Запроектированный комплекс станции включает подземный вестибюль с выходом на обе стороны Бутырской улицы и подземный вестибюль с выходом в существующий подземный переход к Савёловскому вокзалу. Планируется, что станция будет открыта в 2018 году.